# Jack Cutting
Jack A. Cutting (New York, 19 gennaio 1908 – North Hollywood, 17 agosto 1988) è stato un animatore e regista statunitense, noto per il suo lavoro presso la Walt Disney Productions.

## Biografia
Jack Cutting venne ammesso allo studio Disney nel 1929, a 21 anni. Fu uno dei pionieri della sincronizzazione di suoni e immagini.
All'inizio era solo un animatore (anche se abbastanza importante, visto che ha contribuito a dare alla luce i cortometraggi di Topolino e delle Sinfonie allegre), ma poi diventò assistente alla regia (fu il primo ad avere questo ruolo nello studio Disney), e in particolare coadiuvò Dave Hand.
Nel 1938 Cutting fece il suo debutto come regista con il cortometraggio Sinfonia della fattoria e nel 1939 ricevette il Premio Oscar per la regia de Il brutto anatroccolo. In seguito Cutting diresse il Dipartimento Estero dello Studio Disney, dove curava la traduzione e il doppiaggio delle voci.
Si ritirò nel 1975 e poi morì, all'età di 80 anni, mercoledì 17 agosto 1988 a North Hollywood, in California.

## Filmografia

### Animatore
- Scoiattoli e corvi (Autumn) (1930)
- Fuga di Topolino (The Chain Gang) (1930)
- Topolino e i pellerossi (Pioneer Days) (1930)
- Playful Pan (1930)
- Il compleanno di Topolino (The Birthday Party) (1931)
- Rhythm e blues (Blue Rhythm) (1931)
- Topolino salta il pranzo (The Beach Party) (1931)
- L'anitroccolo eroico (The Ugly Duckling) (1931)
- Papà Natale (Santa's Workshop) (1932)
- L'arca di Noè (Father Noah's Ark) (1933)
- Briganti del cielo (The Mail Pilot) (1933)

### Regista
- Sinfonia della fattoria (Farmyard Symphony) (1938)
- Il piccolo diseredato (The Ugly Ducling) (1939)
- Il drago recalcitrante (The Reluctant Dragon) (1941)
- South of the Border with Disney (1942)
- Paperino Show (1960)